# (3406) Omsk
(3406) Omsk est un astéroïde de la ceinture principale.

## Description
(3406) Omsk est un astéroïde de la ceinture principale. Il fut découvert le 21 février 1969 à Naoutchnyï par Bella Bournacheva. Il présente une orbite caractérisée par un demi-grand axe de 2,80 UA, une excentricité de 0,13 et une inclinaison de 8,4° par rapport à l'écliptique.

## Compléments